# Anthelephila rubidus
Anthelephila rubidus is een keversoort uit de familie snoerhalskevers (Anthicidae). De wetenschappelijke naam van de soort is voor het eerst geldig gepubliceerd in 1878 door Reitter.